# Perfecto Requeijo Rouco
Perfecto Requeijo Rouco (Romariz, provincia de Lugo, 1920 - ?) conocido como Tarrelo, fue un guerrillero antifranquista gallego.

## Biografía
Emigrante regresado de América, fue detenido por la Guardia Civil de Mondoñedo junto a Francisco Requeijo Anello en octubre de 1942, acusado de robar a Pedro Prieto Vidal de Romariz. Fueron juzgados en Lugo el 14 de abril de 1943. Comandaba un pequeño grupo guerrillero independiente en la zona de Mondoñedo y Villalba, acompañó a Luís Trigo Chao en algunas acciones. Luego se incorporó al grupo guerrillero liderado por Roberto Alonso Díaz, del que era su número dos. Fue detenido en Villalba a finales de 1946.